# William Beard (Maler)

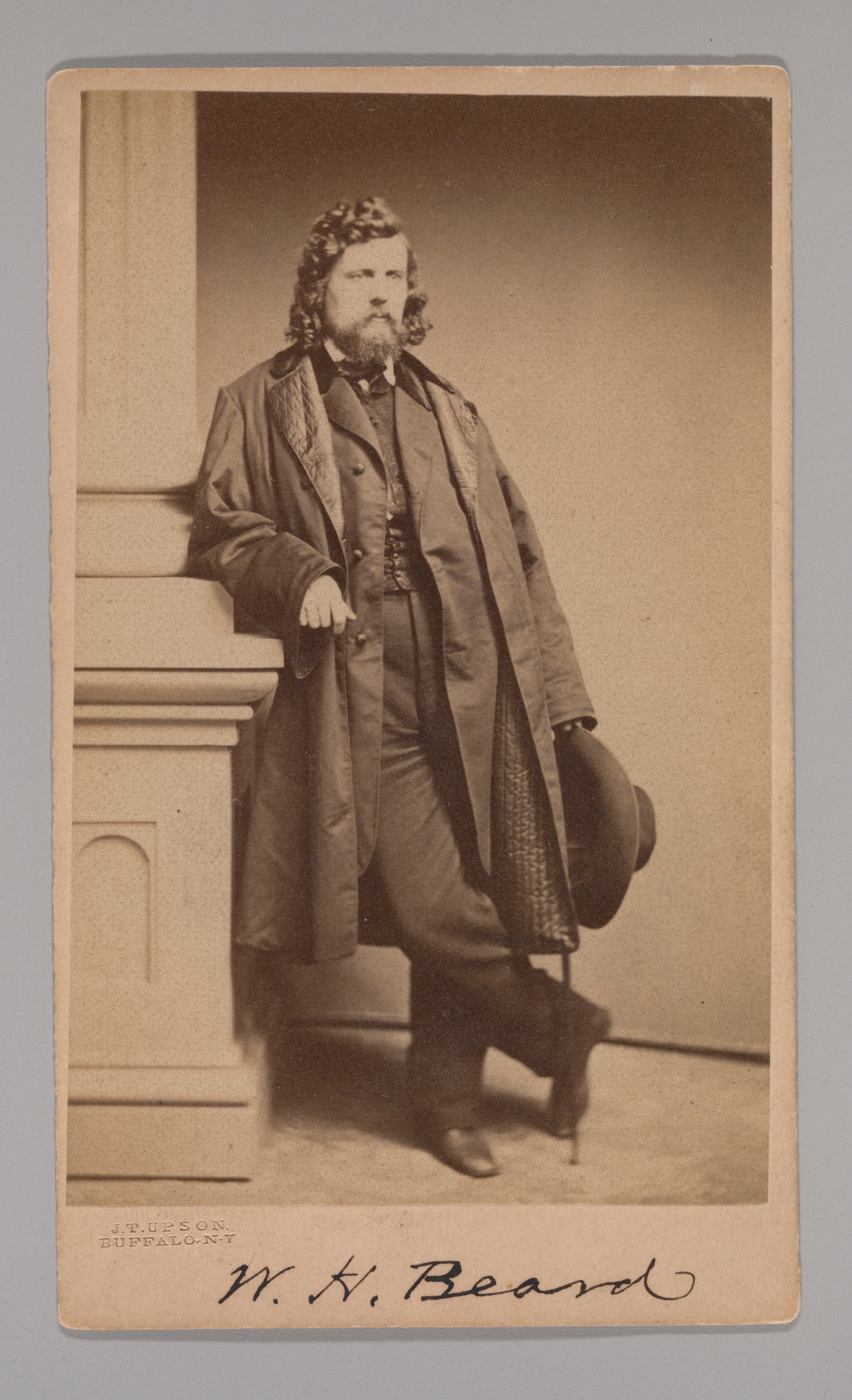
William Holbrook Beard, Foto

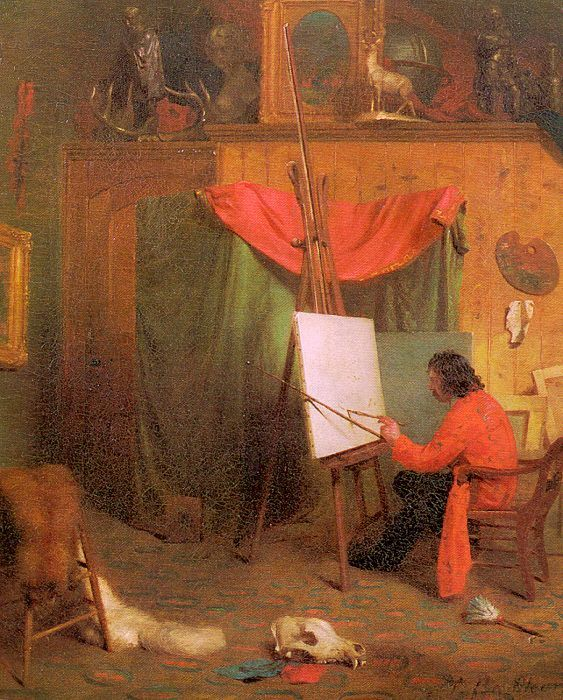
William Beard, Selbstporträt

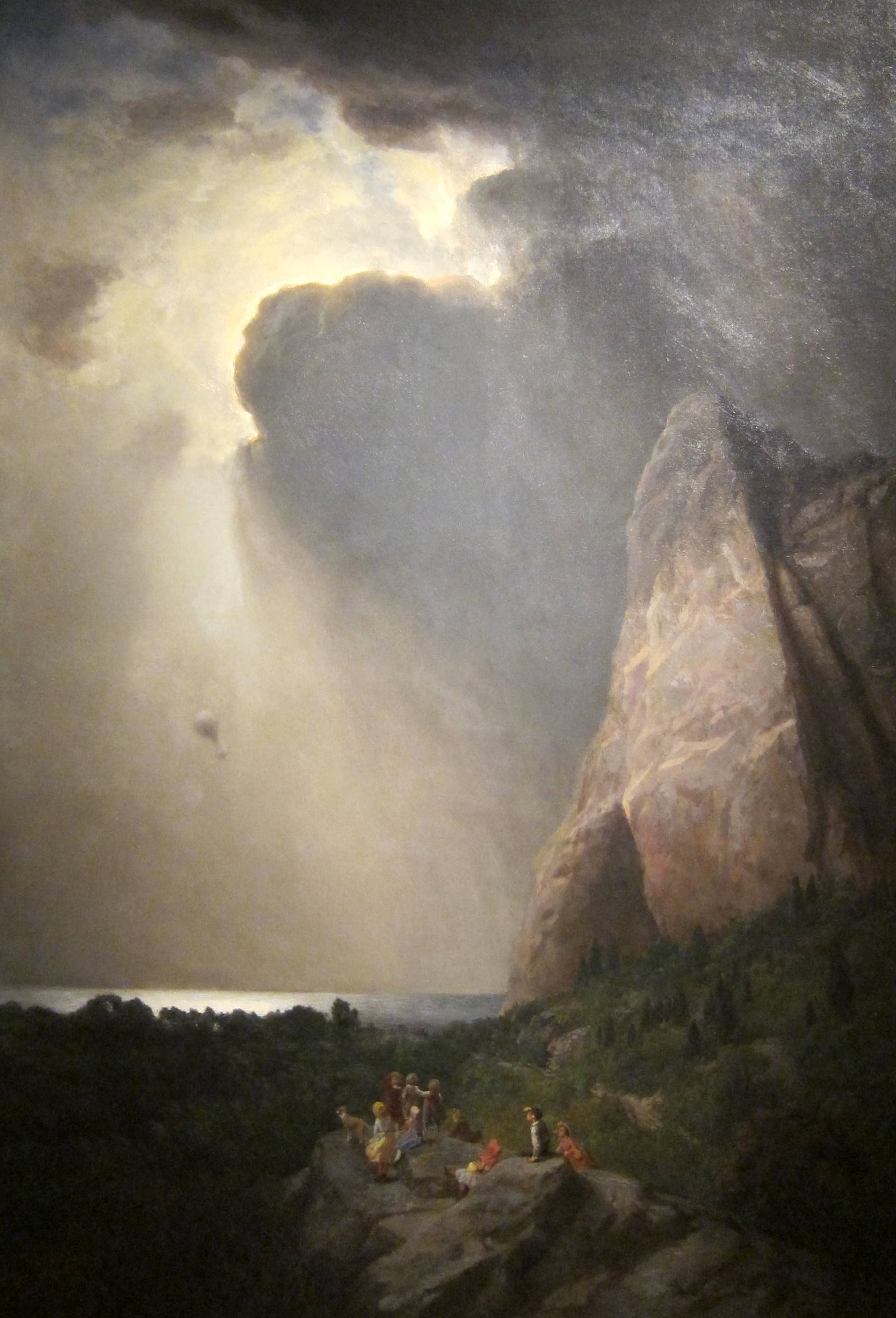
The Lost Balloon, 1882

William Holbrook Beard (* 13. April 1823 in Painesville, Ohio; † 20. Februar 1900 in New York) war ein US-amerikanischer Maler, der vor allem durch seine Tiermalerei bekannt wurde.

## Leben
Geschult durch Frederick Franks, jedoch weitgehend ein künstlerischer Autodidakt, begann Beard seine Laufbahn zusammen mit seinem älteren Bruder James Henry Beard als reisender Porträtmaler und ließ sich 1850 für einige Jahre in Buffalo nieder. Hier war er der führende Vertreter einer sich entwickelnden Künstlerschaft. 1856 ging er nach Europa und übte seine Kunst in Rom, in der Schweiz und in Deutschland aus. Zwischen 1857 und 1858 hielt er sich in Düsseldorf auf, wo er die Bekanntschaft mit den hier tätigen amerikanischen Künstlern Albert Bierstadt, Emanuel Leutze und Worthington Whittredge sowie von Sanford Robinson Gifford machte. 1859 kehrte er für zwei Jahre nach Buffalo zurück und lernte hier seine zukünftige Frau Caroline LeClaire kennen, die Tochter des bereits prominenten Bildnis- und Genremalers Thomas LeClaire. Die Hochzeit fand am 7. Juli 1863 statt; aus ihr gingen zwei Kinder hervor, eine Tochter, die bereits im Kindesalter 1865 verstarb, und ein Sohn Wolcott (Will), geboren 1867. Ab 1861 hatte Beard seinen Wohnsitz nach New York verlegt, wo er 1862 zum Mitglied der National Academy of Design gewählt wurde. 1866 unternahm Beard zusammen mit dem Reiseschriftsteller Bayard Taylor eine Reise zu Pferde und mit der Postkutsche, die ihn durch Kansas nach Denver, Colorado, führte. Auf dieser Reise fertigte er Skizzen und Studien zu zukünftigen Gemälden in seinem New Yorker Atelier. Über Nebraska und die South Platte und South Platte River Route, auf der sie die Chicagoer Künstler Henry Arthur Elkins (1847–1884), Henry Chapman Ford (1828–1894) und James F. Gookins (1840–1904) trafen, und mit dem Zug über Omaha kehrten die Freunde nach New York zurück. Mehr als 40 Jahre arbeitete er in einem Atelier im 1857 erbauten Studio Building, 10th Street zwischen 5th und 6th Avenues in New York City. Hier widmete er sich, wie sein Bruder James Beard, der Darstellung von Affen, Bären und anderen Tieren, häufig in humoristischer und satirischer Weise, die ausgesprochen populär wurden. Beispiele seiner Werke sind Der Bärentanz, Katzen und Hunde, Die ungezogenen Jungen und aus den letzten Jahren Der kommende Frühling, Der Pferdemarkt (beide 1875), Die Tanzstunde (1877), Der alte Silen und 1878 auf der Pariser Ausstellung Die Schiffbrüchigen. Daneben entwarf er Brunnen und Monumente, unter anderem ein Denkmal für den Central Park in New York, illustrierte Kinderbücher und veröffentlichte zwei von ihm illustrierte Bücher über Humor in Animals (Humor in der Tierwelt), New York 1885, und Action in Art (Handlung in der Kunst), New York 1895.
1879 entstanden seine Gemälde The Bulls and Bears in the Market (Die Bullen und Bären der Wall Street) sowie (um 1880) Die Bären der Wall Street feiern den gefallenen Kurs, mit Schilderungen der Szenen vor der New York Stock Exchange; beide Bilder sowie ein Selbstbildnis des Künstlers im Atelier befinden sich heute im Besitz von The New York Historical. Das Grab des Künstlers, das durch die auf dem Grabstein sitzende lebensgroße Plastik eines Bären gekennzeichnet ist, befindet sich auf dem Green-Wood Cemetery in Brooklyn (NY).

## Weitere Werke (Auswahl)

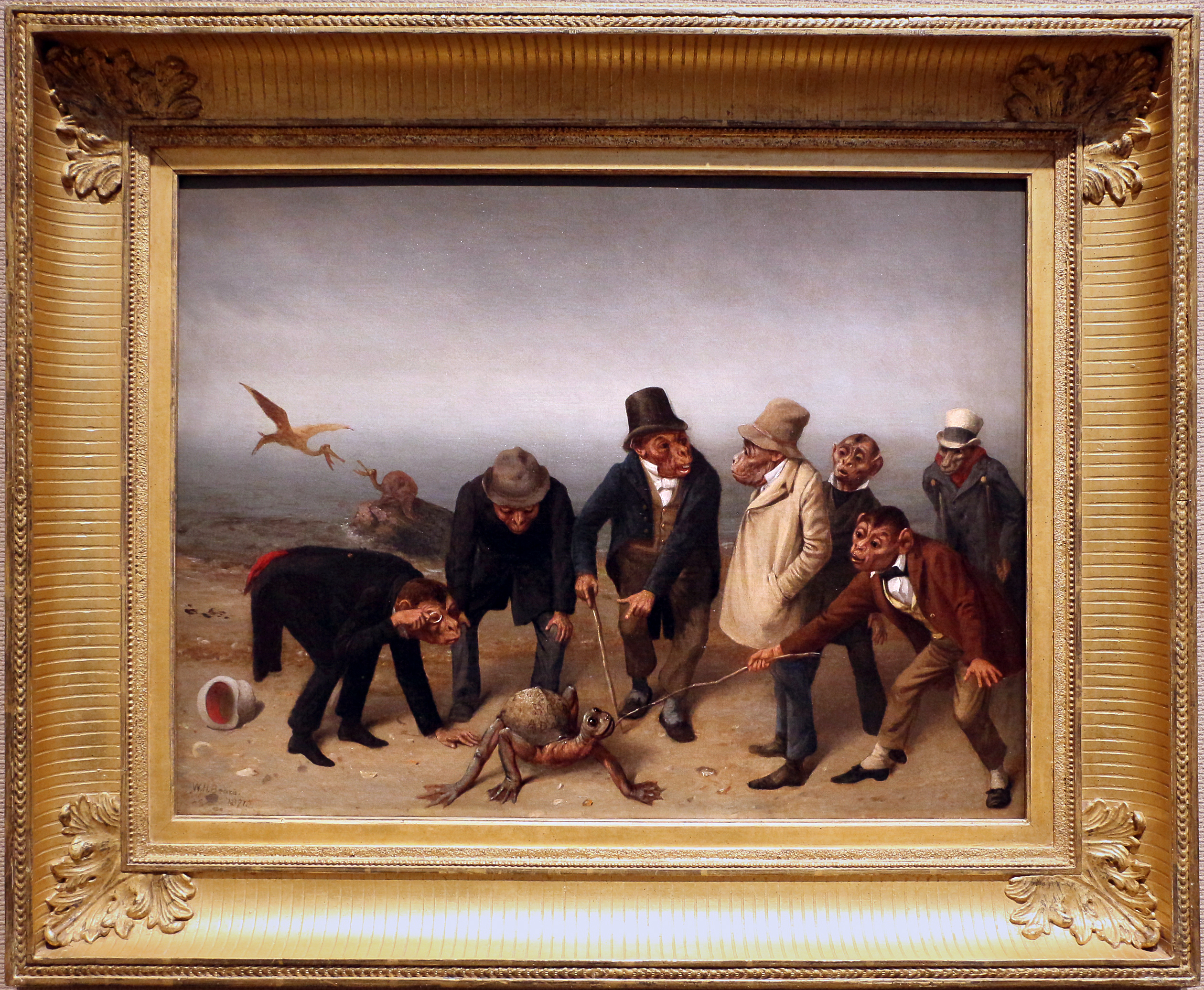
The Discovery of Adam (1891)

- Waldszene (1856), Brooklyn/New York City, The Brooklyn Museum of Art
- The Fox Hunter’s Dream (1859)
- Deer on the Prairie (1860)
- The March of Selenus (1862), Buffalo (NY), Albright-Knox Art Gallery
- Santa Claus (1862): Providence (RI), Rhode Island School of Design Museum of Art
- The Birdwatcher (1863)
- Susanna and the Elders (1865), New Hampshire (MA), Currier Gallery of Art
- Bears in the Watermelon Patch (1871)
- Why Puppy Looks Like Grandpa! (1874), Vermont (MA), St. Johnsbury Athenaeum
- The Wreckers (1874), Boston, Museum of Fine Arts
- Der verlorene Ballon (1882), Washington (DC), Smithsonian American Art Museum (und Renwick Gallery)
- Majestic Stag (1883)
- His Majesty Receives (1885), Indianapolis (IN), Indianapolis Museum of Art
- So you wanna get married, eh? (1886)
- School Rules (1887), Bentonville (AR), Crystal Bridges Art Museum
- Black Bear (1889), Jackson Hole (Wyoming), National Museum of Wild Life Art
- The Disputed Way (1889)
- On the Prairie (Stahlstich 1890)
- The Discovery of Adam (1891)
- Self Portrait, Kearney (Nebraska), Museum of Nebraska Art
- After Dinner Discourse
- Bear and Cubs
- und weitere in Privatsammlungen[5]

## Familie
Beard war zweimal verheiratet und hatte einen Sohn.
- 1859 Flora (geborene Johnson, 1827–1859).
- 7. Juli 1863, Carrie R. Le Clear (* 30. Juli 1845; † nach 1915).
  - Wolcott LeClear Beard (* 10. November 1866) absolvierte das Hobart and William Smith Colleges, war eine Zeit lang in Arizona tätig. 1898 wurde er 1. Leutnant der U. S. Volunteer Engineers. Er verfasste zahlreiche Geschichten für Zeitschriften und bekleidete als Bauingenieur einen Posten in der Regierung in Lingayen. ⚭  Juni 1901 Gabriella (geborene Smith, * 24. April 1876).

Geschwister
- James Henry Beard (* 20. Mai 1812; † 4. April 1893)[8] ⚭ 28. August 1833 Mary Caroline (geborene Carter)
- Harriet W. (* 6. Juni 1814) starb unverheiratet.
- Julia Eliza (* 2. Juli 1816; † 19. Februar 1881) ⚭ 18. Dezember 1845 William Blair (* 13. Januar 1815; † 1. Juni 1897).
- Hannah Ann (* 7. November 1822; † 29. Juni 1902) ⚭ William C. Chambers († 1878)